# Rehmannia
Rehmannia es un género con cinco especies de plantas con flores perteneciente a la familia Scrophulariaceae. 

## Especies seleccionadas
- Rehmannia angulata
- Rehmannia chaneti
- Rehmannia chinensis

- Datos: Q3313262
- Multimedia: Rehmannia / Q3313262
- Especies: Rehmannia